# La Dernière Heure/Les Sports
La Dernière Heure/Les Sports (auch kurz La DH) ist eine belgische Boulevardzeitung mit Redaktionssitz in Brüssel. Sie wurde 1906 gegründet, heutiger Herausgeber ist die Groupe IPM. 2009 betrug die Auflage etwa 63.000 Exemplare. Historisch war die DH antiklerikal ausgerichtet, heute steht sie der Parti Réformateur Libéral nahe. In der Machart ähnelt sie den englischen Tabloids.
Die Zeitung betreibt ein eigenes Webradio und druckt sieben regionale Ausgaben. La DH gilt als französischsprachiges Pendant zu Het Laatste Nieuws.

## Geschichte
Im Zweiten Weltkrieg positionierte sich die Tageszeitung deutlich gegen Nazi-Deutschland und war daher verboten. Ihr wurde ein angeblicher „liberaler Freimaurercharakter“ unterstellt. Büros und Ausstattung mussten dem Besatzungsorgan Brüsseler Zeitung überlassen werden, das den Großteil des alten Personals davon überzeugen konnte zu bleiben, die frühere Leitungsebene musste hingegen nach einer Übergangszeit die Zeitung verlassen.